# Wadiasaurus indicus
Wadiasaurus indicus è un terapside estinto, appartenente ai dicinodonti. Visse nel Triassico medio (Anisico, circa 247 - 242 milioni di anni fa) e i suoi resti fossili sono stati ritrovati in India.

## Descrizione
Questo animale è noto per numerosi resti fossili ritrovati nella formazione Yerrapalli in India, che rappresentano almeno 23 individui di diversa età. Wadiasaurus era dotato di un corpo a forma di botte, sorretto da quattro arti forti e corti. La lunghezza totale dell'animale adulto doveva essere di circa 2 metri. Il cranio era alto e dotato di una cresta parietale piuttosto specializzata, che formava una cresta mediana anteriore; nella zona posteriore, questa cresta divergeva fino a formare due lunghe strutture simili a lobi, separati da una sorta di insenatura. La mascella possedeva delle flange che, negli esemplari maschi, erano triangolari, spesse e rigonfie, mentre in quelli femminili erano deboli e compresse lateralmente. Inoltre, le femmine erano sprovviste delle caratteristiche zanne superiori dei tipici dicinodonti.

## Classificazione
Wadiasaurus indicus è stato descritto per la prima volta nel 1970, sulla base di un cranio rinvenuto nella formazione Yerrapalli in India centrale. Successivamente sono stati ritrovati numerosi altri esemplari, sempre nella stessa formazione.

Scala dimensionale di Wadiasaurus indicus

Wadiasaurus è considerato un rappresentante derivato dei dicinodonti, un gruppo di terapsidi erbivori sviluppatisi nel Permiano e diffusisi nel Triassico. Wadiasaurus, in particolare, è un rappresentante degli stahleckeriidi (Stahleckeriidae), una famiglia di dicinodonti molto specializzati, caratteristici del Triassico, che insieme ai kannemeyeriidi svilupparono forme dalla statura gigantesca. Wadiasaurus, al contrario di altri stahleckeriidi (ad esempio Stahleckeria, Moghreberia e Placerias), era di taglia relativamente ridotta.

## Paleoecologia e paleobiologia
Uno studio tafonomico dei numerosi esemplari di Wadiasaurus ha rivelato che un branco di questi animali, tra cui alcuni giovani, venne intrappolato nel fango di una golena e seppellito in una piccola area. Il branco era composto esclusivamente da femmine e da alcuni esemplari giovani. Studi tafonomici e osteologici fanno supporre che le femmine di Wadiasaurus vivevano in branchi, mentre i maschi solitari si univano ai branchi durante la stagione dell'accoppiamento (Bandyopadhyay, 1988).
Un esame della microstruttura delle ossa di alcuni elementi scheletrici ha inoltre mostrato che Wadiasaurus possedeva un indice di crescita molto alto. Sono state identificate tre distinte fasi di crescita: nello stadio giovanile (quando la taglia era il 30% dell'animale adulto) la crescita era veloce, mentre nello stadio subadulto (la taglia era di circa il 60% dell'animale adulto) la crescita era ancora abbastanza veloce ma periodicamente veniva interrotta, come appare evidente da segnali di crescita. Durante lo stadio adulto, la microstruttura delle ossa era caratterizzata dalla presenza di fibre parallele periferali, che suggeriscono un rallentamento nella crescita in concomitanza con la raggiunta maturità sessuale. Lo spessore della corteccia, infine, è comparabile con quello di alcuni vertebrati terrestri di grandi dimensioni come Ceratotherium, e ciò suggerisce che le zampe erano strutturate in modo da sostenere un notevole impatto (Ray et al., 2010).